# إسن (إسن)
إسن هي إحدى مشيخات المملكة المغربية، تتبع جغرافيا لإقليم تارودانت وإداريًا لإسن. يقدر عدد سكانها بـ 10578 نسمة حسب الإحصاء الرسمي للسكان والسكنى لسنة 2004.